# Азартні ігри в Кюрасао
2001 року Кюрасао (тоді частина Нідерландських Антильських островів) суттєво оновило законодавство про зону електронної комерції, запровадивши вкрай вигідні фіскальні умови. Метою створення вільних економічних зон в Курасао є популяризація острова як міжнародного бізнес-центру, центру дистрибуції та центру електронної комерції.
З того часу під юрисдикцією Кюрасао було створено багато онлайн-казино, це найстаріший державний орган, що регулює їхню діяльність на глобальному рівні. Так, інтернет-казино отримують зовнішнє ліцензування від компетентних юрисдикцій, що гарантують їх справедливість та безпеку, одним з найпопулярніших методів ліцензування є саме Кюрасао. Ліцензія, що видається «Curacao E-gaming Licensing Authority» має гарантувати надійність казино та прозорість його роботи. Цю державну компанію створено 1996 року, з того часу вона видала понад 450 ліцензій для онлайн-казино.
Отриманя ліцензій в Кюрасао порівняно просте. Додатковим бонусом є те, що одна ліцензія охоплює всі форми ставок, а отже, онлайн-казино можуть також приймати ставки на спорт. Процес отримання заявки дуже простий і триває кілька тижнів. Окрім того серед дозволених способів оплати для операторів, є криптовалюти.
Онлайн-казино та їхнє ліцензування створюють суттєву частину державного прибутку Кюрасао, тож місцевий уряд активно просуває цей бізнес, створюючи максимально прості умови роботи операторів практично без втручання держави. Оператори онлайн-казино мають сплачувати низькі податкові збори, корпоративний податок тут становить лише 2 % від чистого прибутку, натомість валові вхідні ставки взагалі не обкладаються податками. Такі умови оподаткування діють щонайменше до 1 січня 2026 року. Це один з найбільш прозорих та низьких податкових зборів, доступних для інтернет-казино. Кюрасао також не стягує податок з податку на дивіденди, розподіленого акціонерам компанії, що діє в інтернеті.
Наприкінці 2020 року уряд Нідерландів поставив перед урядом Кюрасао задачу створення незалежного регулятора азартних ігор та посилення правил видачі ліцензій. Також отримання ліцензії на азартні ігри від Кюрасао означатиме для оператора автоматичну відмову від можливості отримання ліцензії Нідерландів. Також всі місцеві оператори азартних ігор будуть змушені платити податки.
Нові правила регулювання передбачають підвищення податків. Податок у 2 % та 134 тис. $ щорічного збору можуть змінити на щомісячну оплату ліцензії у розмірі 3 тис. $ на місяць.